# Amidostomum acutum
Amidostomum acutum is een rondwormensoort uit de familie van de Amidostomatidae. De wetenschappelijke naam van de soort is voor het eerst geldig gepubliceerd in 1848 door Lundahl.